# Пыльцын, Александр Васильевич
Александр Васильевич Пыльцын (18 ноября 1923 — 29 марта 2018) — российский и советский писатель, историк. Дважды награждён орденом Красной Звезды, орденом Отечественной войны II степени, орденом Красного Знамени и медалью «За отвагу». Генерал-майор Вооружённых Сил СССР в отставке, действительный член Академии военно-исторических наук, лауреат литературной премии имени Маршала Советского Союза Л. А. Говорова, почётный гражданин города Рогачёв (Белоруссия).

## Биография
Родился в 1923 году в семье железнодорожника на разъезде Известковый в Завитинском уезде Амурской губернии Дальневосточной области (ныне посёлок в Облученском районе Еврейской автономной области). Затем семья несколько лет жила в железнодорожной казарме между Известковым и Бираканом, а в 1931 году переселилась в посёлок Кимкан. Здесь в 1938 году окончил школу-семилетку, а в 1941 году — десятилетку в школе-интернате в городе Облучье.
После начала Великой Отечественной войны был призван во 2-ю Краснознамённую армию Дальневосточного фронта. В июле 1942 года закончил 2-е Владивостокское военно-пехотное училище в Комсомольске-на-Амуре. Служил на Дальневосточном фронте. С 1943 года — в Южно-Уральском военном округе.
С декабря 1943 года воевал в постоянном составе 8-го отдельного штрафного батальона Белорусского, затем 1-го Белорусского фронта, был командиром взвода и роты, трижды ранен, прошёл от Белоруссии до Берлина.
После войны окончил Военную академию тыла и транспорта, служил в воздушно-десантных войсках, был заместителем начальника военного училища в Уссурийске, начальником военной кафедры в Харьковском автодорожном институте.
В 1981 году уволился из армии по болезни в звании генерал-майора.
Скончался 30 марта 2018 года в Санкт-Петербурге. Похоронен на Смоленском кладбище.

## Награды
- Орден Красного Знамени
- Орден Отечественной войны I степени
- Два ордена Отечественной войны II степени
- Два ордена Красной Звезды
- Медаль «За отвагу»
- Медаль «За боевые заслуги»
- Медали СССР и России[7]

### Книги
- Пыльцын А. В. [lib.ru/MEMUARY/1939-1945/PEHOTA/pylcin.txt Штрафной удар, или Как офицерский штрафбат дошёл до Берлина]. — Знание, ИВЭСЭП, 2003. — 295 с. — 1000 экз. — ISBN 5-7320-0714-8.
- Пыльцын А. В. Штрафной удар, или Как офицерский штрафбат дошёл до Берлина. — Знание, ИВЭСЭП, 2005. — 392 с. — 3000 экз. — ISBN 5-7320-0820-9.
- Пыльцын А. В. Штрафной удар, или Как офицерский штрафбат дошёл до Берлина. — М.: Яуза, Эксмо, 2007. — 544 с. — (Великая Отечественная: Неизвестная война). — ISBN 978-5-699-21470-9.
- Пыльцын А. В. Главная книга о штрафбатах. — М.: Яуза, Эксмо, 2009. — 512 с. — (Военно-исторический бестселлер). — 4000 экз. — ISBN 978-5-699-37226-3.
- Пыльцын А. В. Страницы истории 8-го штрафного батальона Первого Белорусского фронта. — ИВЦ Минфина, 2010. — 480 с. — 1500 экз. — ISBN 978-985-6921-61-5.
- Пыльцын А. В. Штрафбат в бою. От Сталинграда до Берлина без заградотрядов. — М.: Вече, 2012. — 592 с. — 3000 экз. — ISBN 978-5-9533-5737-1.
- Пыльцын А. В. Штрафбат: наказание, искупление. Военно-историческая быль. — СПб., 2015. — 536 с. — 500 экз. — ISBN 978-5-904681-16-6.

### Публикации
- Пыльцын А. В. [lib.ru/MEMUARY/1939-1945/PEHOTA/pylcin.txt Правда о сталинских штрафбатах]. Газета «Правда» (9 апреля 2010). Дата обращения: 7 мая 2013.
- Пыльцын А. В. Не редеют ряды фальсификаторов истории России и её «обустройщиков» // И помнит мир спасённый. Материалы Всероссийской научно-практической конференции «Боевые подвиги защитников Отечества и их роль в патриотическом воспитании подрастающего поколения, состоявшейся 18 февраля 2011 года. — СПб., 2011. — С. 358—359.

## Образ в кино

### Документальные фильмы
- «Алтарь Победы» (2009-2010) - документальный цикл к 65-летию Победы в ВОВ, в 20-й серии «Штрафбат» участвовал Александр Васильевич Пыльцын.
- «Александр Пыльцын» (2012) - фильм снял Андрей Зайцев[8] в рамках документального сериала «Моя великая война». Александр Васильевич Пыльцын в фильме вспоминает о годах войны. Фильм показан в 2012[9] и 2013 году на телеканале «Культура».